# Colletes canescens
Colletes canescens là một loài Hymenoptera trong họ Colletidae. Loài này được Smith mô tả khoa học năm 1853.